# Eduardo Paím
Eduardo Paím (Brazzaville, República del Congo, 14 d'abril de 1964) és un músic d'Angola que ha exercit una gran influència en el circuit musical angolès en dècada dels 80, sorgint a començament de la década del 90 a Portugal, com un dels creadors més influents del gènere musical conegut com a kizomba.

## Biografia
Va néixer al Congo de pares exiliats, la seva mare era secretària d'Agostinho Neto. Va començar la seva carrera musical el 1979 amb el grup Os Puros, amb Bruno Lara i Levi Marcelino, influït per altres artistes angolesos com Alberto Teta Lando, Elias dya Kimuezo, Urbano de Castro, David Zé o Artur Nunes. De 1982 a 1987 va estudiar electricitat, però finalment es va dedicar a la música amb el grup Os SOS, que va editar la cançó Carnaval, i intentà disputar l'atenció musical del jovent als Afra Sound Star. El 1988 va marxar cap a Portugal, on en 1990 va editar el disc Luanda, Minha Banda. Va tenir ressò, però el 1997 fou acusat falsament d'estar implicat en drogues i va tornar a Luanda, tot i que encara resideix a Portugal.

## Discografia
- Luanda, Minha Banda, 1991
- Novembro (1991)
- Do Kayaya (1992)
- Kambuengo (1993)
- Kanela (1994)
- Ainda a Tempo (1995)
- Foi aqui (81996)
- Mujimbos (1998)
- Maruvo na Taça (2006)
- Kambuengo (2014)
- Etu Mu Dietu (2015)
- Maruvo Na Taça (2015)